# Lakhan jo Daro
Lakhan jo Daro ou Lakhueen jo Daro est un site archéologique au Pakistan et l'une des plus grandes villes retrouvées de la civilisation de la vallée de l'Indus ou civilisation harappéenne. Il est situé dans une zone industrielle à proximité immédiate de la ville moderne de Sukkur au Pakistan et à seulement 75 kilomètres d'une autre grande ville de la civilisation de la vallée de l'Indus, Mohenjo Daro. Le site de Lakhan jo Daro s'étend sur plus de 300 hectares.
Lakhen jo Daro est considéré comme une ville importante du néolithique à la période de l'Indus mature, avec les vestiges d'une vaste ville avec des immeubles à plusieurs étages, une technologie sophistiquée avec la fabrication de poterie, la métallurgie, ses produits divers, son économie fructueuse et ses échanges commerciaux par l'Indus.

## Fouilles archéologiques
Le site archéologique de Lakhan jo Daro est situé au Pakistan dans la province de Sind et le district de Sukkur, à environ 100 km du site de Mohenjo-daro, sur la rive droite du fleuve Indus,. Il est découvert pour la première fois en 1985 par le professeur Qasid Mallah et son équipe de l'Université de Khairpur. Des fouilles archéologiques sont entreprises à partir de 1994 avec une collaboration entre le département gouvernemental de l'Archéologie et des Musées, et le département d'Archéologie de la Shah Abdul Latif University. Elles sont ensuite pousuivies par le professeur Muhammad Mukhtiar Kazi de l'Université du Sind en 1995-1996 et en 2000. Le site est fouillé ensuite de nouveau en 2006 par les archéologues et les étudiants de l'Université Shah Abdul Latif. 
Selon le spécialiste Mark Kenoyer, le site s'étend sur plus de 300 hectares, il est donc plus vaste que Mohenjo Daro (250 ha), et il est la deuxième plus grande ville de la civilisation de la vallée de l'Indus.

## Importance historique
Lakhan jo Daro se trouve près de Sukkur. Le site a une particulière importance grâce à son emplacement sur le fleuve Indus dans la zone vallonnée entre Sukkur et Rohri. Les découvertes culturelles matérielles de ce site indiquent qu'il est antérieur à la période Harappa mature. Il couvre une vaste superficie sous la forme de plusieurs monticules,.
Une datation au carbone 14 est obtenue à partir d'un échantillon de charbon de bois prélevé dans une tranchée d'exploration ouverte dans le « monticule C », la même que celle où d'autres échantillons ont été prélevés par la mission archéologique italienne au Sindh en 1997 ; la figurine de bronze y a été découverte par la même mission, et confirme la datation de cette partie du site (GrN-23123 : 3960+/-140 BP ; 2478+/-215 cal BC à 1 sigma).
Lakhen jo Daro est considéré comme une ville du néolithique à la période de l'Indus mature, période de la civilisation de la vallée de l'Indus, avec les vestiges d'une vaste zone résidentielle de ville consistant en des bâtiments à plusieurs étages. La technologie mise en évidence s'affirme sophistiquée pour la fabrication de poterie, pour sa métallurgie, pour sa taille de la pierre, pour sa fabrication de perles et pour son économie soutenue par des liens commerciaux manifestes avec les cités proches ou éloignées.